# How to Survive
How to Survive est un jeu vidéo de type action-RPG et survival horror développé par Eko Software et édité par 505 Games, sorti en 2013 sur Windows, Wii U, PlayStation 3, PlayStation 4, Xbox 360 et Xbox One.
Il a pour suite How to Survive 2.